# Cena VIZE 97
Cena VIZE 97 (někdy též Cena Nadace Dagmar a Václava Havlových VIZE 97) je mezinárodní ocenění pro významné myslitele.

## Cena
Od roku 1999 uděluje Nadace Dagmar a Václava Havlových VIZE 97 v souladu se svým posláním svou mezinárodní Cenu význačnému mysliteli, který svým dílem překračuje tradiční rámec vědeckého poznání, přispívá k chápání vědy jako integrální součásti obecné kultury, nekonvenčním způsobem se zabývá základními otázkami poznání, bytí a lidské existence. Každoročním udělováním Ceny tak nadace umožňuje české veřejnosti setkání s průkopníky zajímavých proudů soudobého vědeckého myšlení a seznamuje ji s jejich dílem. Pravidelné udělování Ceny se proto neomezuje na vlastní slavnostní akt jejího předání, ale je doprovázeno dalšími akcemi, včetně neformálního setkání studentů a profesorů při rozpravě s laureátem a pozvanými hosty. Cena je slavnostně předávána každý rok 5. října, v den narozenin Václav Havla. Její laureát získává diplom a pamětní artefakt v podobě berly sv. Vojtěcha od českého umělce Jiřího Plieštika. Cena VIZE 97 se od roku 2004 uděluje v prostoru Pražská křižovatka.

## Laureáti Ceny VIZE 97
- 1999 – Karl H. Pribram – americký neurochirurg a myslitel
- 2000 – Umberto Eco – světoznámý sémiotik, myslitel a spisovatel
- 2001 – Zdeněk Neubauer – český biolog a filozof
- 2002 – Joseph Weizenbaum – americký informatik a myslitel německého původu
- 2003 – Robert B. Reich – americký ekonom, člen vlády Billa Clintona
- 2004 – Petr Vopěnka – český matematik, bývalý ministr školství
- 2005 – Philip Zimbardo – americký experimentální psycholog
- 2006 – Zygmunt Bauman – polský sociolog
- 2007 – Stanislav Grof – americký psycholog a psychiatr českého původu
- 2008 – Julia Kristeva – spisovatelka, lingvistka a psychoanalytička
- 2009 – Václav Cílek – geolog, spisovatel a publicista
- 2010 – Konrad Paul Liessmann – rakouský filosof a literární vědec
- 2011 – Iva Mojžišová – slovenská teoretička umění
- 2012 – Miloslav Petrusek – „in memoriam“ český sociolog a vysokoškolský pedagog
- 2013 – Jiří Fiala – „in memoriam“ český matematik, analytický filozof a překladatel
- 2014 – Andrew Lass – americký kulturní antropolog, surrealista, fotograf a autor českých básní[1]
- 2015 – Timothy Snyder – americký profesor historie a spisovatel
- 2016 – Jan Sokol – český filosof, vysokoškolský profesor, překladatel a publicista (za přínos ke svobodě slova a rozvoj vzdělanosti)[2]
- 2017 – Nathaniel David Mermin – americký fyzik, pedagog
- 2018 – Josef Jařab – slezský amerikanista, literární historik a teoretik, vysokoškolský profesor
- 2019 – Martin Bútora – slovenský sociolog, spisovatel, občanský aktivista a diplomat
- 2020 – Ivan Chvatík – český filozof a zakladatel Archivu Jana Patočky[3]
- 2021 – tisíce bezejmenných, kteří v první linii bojovali s koronavirovou pandemií
- 2022 – Alena a Petr Hadravovi
- 2023 – John C. Lennox – irský matematik a bioetik
- 2024 – Miroslav Petříček – český filosof a teoretik výtvarného umění

## Členové rady Ceny VIZE 97
V roce 2023 jsou členové rady:
- Dagmar Havlová
- Václav Cílek
- Michal Chytil
- Petr Kůrka
- Monika Mitášová
- Cyril Říha
- Tomáš Sedláček
- Bedřich Velický